# Laura Antonelli
Laura Antonelli, nome artístico de Laurinda García Antonaz, (Pola, 28 de novembro de 1941 – Ladispoli, Itália, 22 de junho de 2015) foi uma atriz italiana, popular nas décadas de 1970 e 1980.
Laura era professora de Educação Física em Nápoles quando foi convidada a fazer anúncios para a Coca-Cola, começando então uma carreira artística. Fez seu primeiro filme em 1965, seguido da estreia no cinema norte-americano numa comédia erótica com Vincent Price, começando então uma participação em outros filmes italianos deste genêro, como Malícia, de 1973, comédia picante de grande sucesso de bilheteria que a transformou num sex symbol italiano no início dos anos 70 e elevou seu cachê, por filme, de 4 milhões para 100 milhões de liras.
Laura começou a fazer filmes mais relevantes a partir da metade da década, como O Inocente, de Luchino Visconti e Esposamante, de Marco Vicario, em 1977.
Premiada com um David di Donatello em 1973 e o Nastro d'Argento, prémio da crítica cinematográfica italiana, em 1974, Laura continuou a filmar na década de 1980 com diretores como Ettore Scola e Mauro Bolognini, como uma das grandes estrelas italianas da época, até ver sua carreira ser subitamente interrompida em maio de 1991, quando a polícia encontrou 36 gramas de cocaína durante uma batida, motivada por denúncia anônima, em sua casa. Acusada de tráfico de drogas, foi condenada a prisão domiciliar de três anos e seis meses. Com sua carreira acabada, Laura lutou quase dez anos contra a condenação na justiça, sendo finalmente inocentada da acusação de tráfico, transformada em dependência química, em 2000.
Para agravar o estado mental da atriz, uma operação plástica mal sucedida, a que se submeteu em 1992, desfigurou-lhe a cara e a outrora bomba sexual tornou-se desde então cada vez mais reclusa, acabando internada na ala psiquiátrica de um asilo sanitário no final de 1996.
Decidiu afastar-se do mundo, retirando-se na sua casa de Ladispoli, onde foi encontrada morta, provavelmente por infarto, por uma colaboradora familiar, na manhã de 22 de junho de 2015; Foi sepultada no cemitério de Ladispoli, na Itália.

## Filmografia

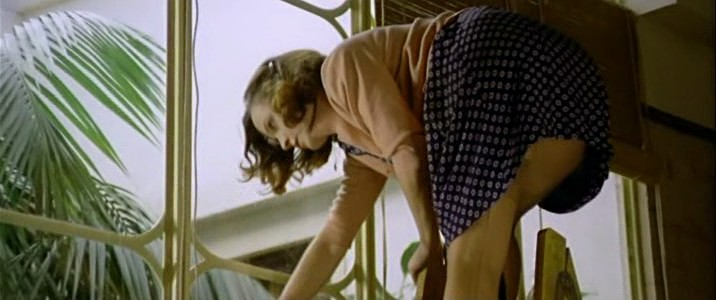
Laura Antonelli em Malizia.

- Il magnifico cornuto, de Antonio Pietrangeli (1964)
- Le sedicenni, de Luigi Petrini (1965)
- Le spie vengono dal semifreddo, de Mario Bava (1966)
- Scusi, lei è favorevole o contrario?, de Alberto Sordi (1966)
- La rivoluzione sessuale, de Riccardo Ghione (1968)
- Un detective, sem créditos, de Romolo Guerrieri (1969)
- L'arcangelo, de Giorgio Capitani (1969)
- Le malizie di Venere de Massimo Dallamano (1969)
- Gradiva, de Giorgio Albertazzi (1970)
- A Man Called Sledge de Vic Morrow (1970)
- Incontro d'amore a Bali, de Paolo Heusch e Ugo Liberatore (1970)
- Il merlo maschio, de Pasquale Festa Campanile (1971)
- Les mariés de l'an deux, de Jean-Paul Rappeneau (1971)
- Sans mobile apparent, de Philippe Labro (1971)
- Nonostante le apparenze... e purché la nazione non lo sappia... All'onorevole piacciono le donne, de Lucio Fulci (1972)
- Docteur Popaul, de Claude Chabrol (1972)
- Malizia, de Salvatore Samperi (1973)
- Sessomatto, de Dino Risi (1973)
- Peccato veniale, de Salvatore Samperi (1974)
- Simona, de Patrick Longchamps (1974)
- Mio Dio come sono caduta in basso!, de Luigi Comencini (1974)
- Divina creatura, de Giuseppe Patroni Griffi (1975)
- L'innocente, de Luchino Visconti (1976)
- Tre scimmie d'oro, de Gianfranco Pagani (1977)
- Gran bollito, de Mauro Bolognini (1977)
- Mogliamante, de Marco Vicario (1977)
- Letti selvaggi, de Luigi Zampa (1979)
- Il malato immaginario, de Tonino Cervi (1979)
- Mi faccio la barca, de Sergio Corbucci (1980)
- Il turno, de Tonino Cervi (1981)
- Casta e pura, de Salvatore Samperi (1981)
- Passione d'amore, de Ettore Scola (1981)
- Viuuulentemente mia, de Carlo Vanzina (1982)
- Porca vacca, de Pasquale Festa Campanile (1982)
- Sesso e volentieri, de Dino Risi (1982)
- Tranches de vie, de François Leterrier (1985)
- La gabbia, de Giuseppe Patroni Griffi (1985)
- La venexiana, de Mauro Bolognini (1986)
- Grandi magazzini, de Castellano e Pipolo (1986)
- Rimini Rimini, de Sergio Corbucci (1987)
- Roba da ricchi, de Sergio Corbucci (1987)
- Gli indifferenti, de Mauro Bolognini (1988) Mini-serie TV
- Disperatamente Giulia, de Enrico Maria Salerno (1989) Mini-série TV
- L'avaro, de Tonino Cervi (1989)
- Malizia 2000, de Salvatore Samperi (1991)